# Sovětský svaz na Zimních olympijských hrách 1972
Sovětský svaz na Zimních olympijských hrách 1972 reprezentovalo 76 sportovců (55 mužů a 21 žen) v 9 sportech.

## Medailisté
| Medaile | Jméno | Sport          | Disciplína              |
| ------- | --- | -------------- | ----------------------- |
| Zlato   | Alexandr Tichonov Rinnat Safin Ivan Bjakov Viktor Mamatov | Biatlon        | Muži štafeta 4 x 7,5 km |
| Zlato   | Vjačeslav Vedenin | Běh na lyžích  | Muži 30 km              |
| Zlato   | Vladimir Voronkov Jurij Skobov Fjodor Simašev Vjačeslav Vedenin | Běh na lyžích  | Muži štafeta 4 x 10 km  |
| Zlato   | Galina Kulakovová | Běh na lyžích  | Ženy 5 km               |
| Zlato   | Galina Kulakovová | Běh na lyžích  | Ženy 10 km              |
| Zlato   | Ljubov Muchačovová Alevtina Oljuninová Galina Kulakovová | Běh na lyžích  | Ženy štafeta 3 x 5 km   |
| Zlato   | Irina Rodninová Alexej Ulanov | Krasobruslení  | Sportovní dvojice       |
| Zlato   | Alexandr Paškov Vladislav Treťjak Gennadij Cygankov Vitalij Davydov Viktor Kuzkin Vladimir Ljutčenko Alexandr Ragulin Igor Romiševskij Valerij Vasiljev Jurij Blinov Anatolij Firsov Valerij Charlamov Alexandr Jakušev Alexandr Malcev Boris Michajlov Jevgenij Mišakov Vladimir Petrov Vladimir Šadrin Vladimir Vikulov Jevgenij Zimin | Lední hokej    | Turnaj mužů             |
| Stříbro | Fjodor Simašev | Běh na lyžích  | Muži 15 km              |
| Stříbro | Alevtina Oljuninová | Běh na lyžích  | Ženy 10 km              |
| Stříbro | Sergej Četveruchin | Krasobruslení  | Muži jednotlivci        |
| Stříbro | Ljudmila Smirnovová Andrej Surajkin | Krasobruslení  | Sportovní dvojice       |
| Stříbro | Vera Krasnovová | Rychlobruslení | Ženy 500 m              |
| Bronz   | Vjačeslav Vedenin | Běh na lyžích  | Muži 50 km              |
| Bronz   | Valerij Muratov | Rychlobruslení | Muži 500 m              |
| Bronz   | Ljudmila Titovová | Rychlobruslení | Ženy 500 m              |